# Jacqueline Morgenstern
Pour les articles homonymes, voir Morgenstern.
Jacqueline Morgenstern (née le 26 mai 1932 à Paris et pendue le 20 avril 1945 à Hambourg, Allemagne) est une jeune fille juive que Kurt Heißmeyer a utilisée pour des «expériences médicales» au Camp de concentration de Neuengamme ; elle est assassinée à l'école de Bullenhuser Damm à Hambourg.

## Biographie

### Enfance et famille
Jacqueline Morgenstern, née le 26 mai 1932 à Paris, est la fille de Charles (Karl) Morgenstern, né le 6 octobre 1903 à Czernowitz, en Ukraine,   propriétaire, avec son frère, d'un salon de coiffure.  Sa mère, Suzanne Morgenstern, née Goldovsky, est née le 19 février 1907 à Paris. Elle travaille comme secrétaire.

### Seconde Guerre mondiale
Les Morgenstern doivent céder le salon de coiffure  à un non-Juif au début de l'Occupation allemande.
Ils fuient à Marseille mais sont arrêtés. Leur dernière adresse est au 160 cours Lieutaud. Ils sont envoyés au camp de Drancy en 1944. 
Le père, la mère et la fille sont déportés du camp de Drancy vers Auschwitz, par le convoi no 74, en date du 20 mai 1944
Jacqueline est envoyée au camp de concentration de Neuengamme où elle est délibérément infectée avec d'autres enfants par la tuberculose. Kurt Heißmeyer voulait prouver par ces expériences que l'on pouvait combattre la tuberculose avec de la peau tuberculeuse infectée artificiellement. Juste avant la fin de la guerre, les enfants ont été pendus, le 20 avril 1945, à l'école de Bullenhuser Damm pour couvrir ces expérimentations.
Le cousin de Jacqueline, Henri Morgenstern est l'un des fondateurs de l'Association des enfants de Bullenhuser Damm.
Le médecin nazi Kurt Heißmeyer a été arrêté en 1964 en RDA et condamné à la prison à vie.

## Hommage
Une voie porte le nom de « Jacqueline Morgenstern Weg » à Hambourg, Allemagne.